# 斯氏孔鯒
斯氏孔鯒，為輻鰭魚綱鮋形目牛尾魚科的其中一種。分布於中西太平洋區，包括澳洲北部、巴佈亞紐幾內亞及聖誕島等海域，屬底棲性魚類，棲息深度在水深10至46公尺，本魚具一個突出的凹洞出現在眼睛上方後面。前鰓蓋骨棘短,二幾乎相等的，沒有在眼睛上方上的表皮的乳突。背鰭硬棘9枚；背鰭軟條11枚；臀鰭軟條11枚，體長可達50公分，喜砂泥質海底，以小魚、甲殼類為食，可做為食用魚。